# Metropolia Perth

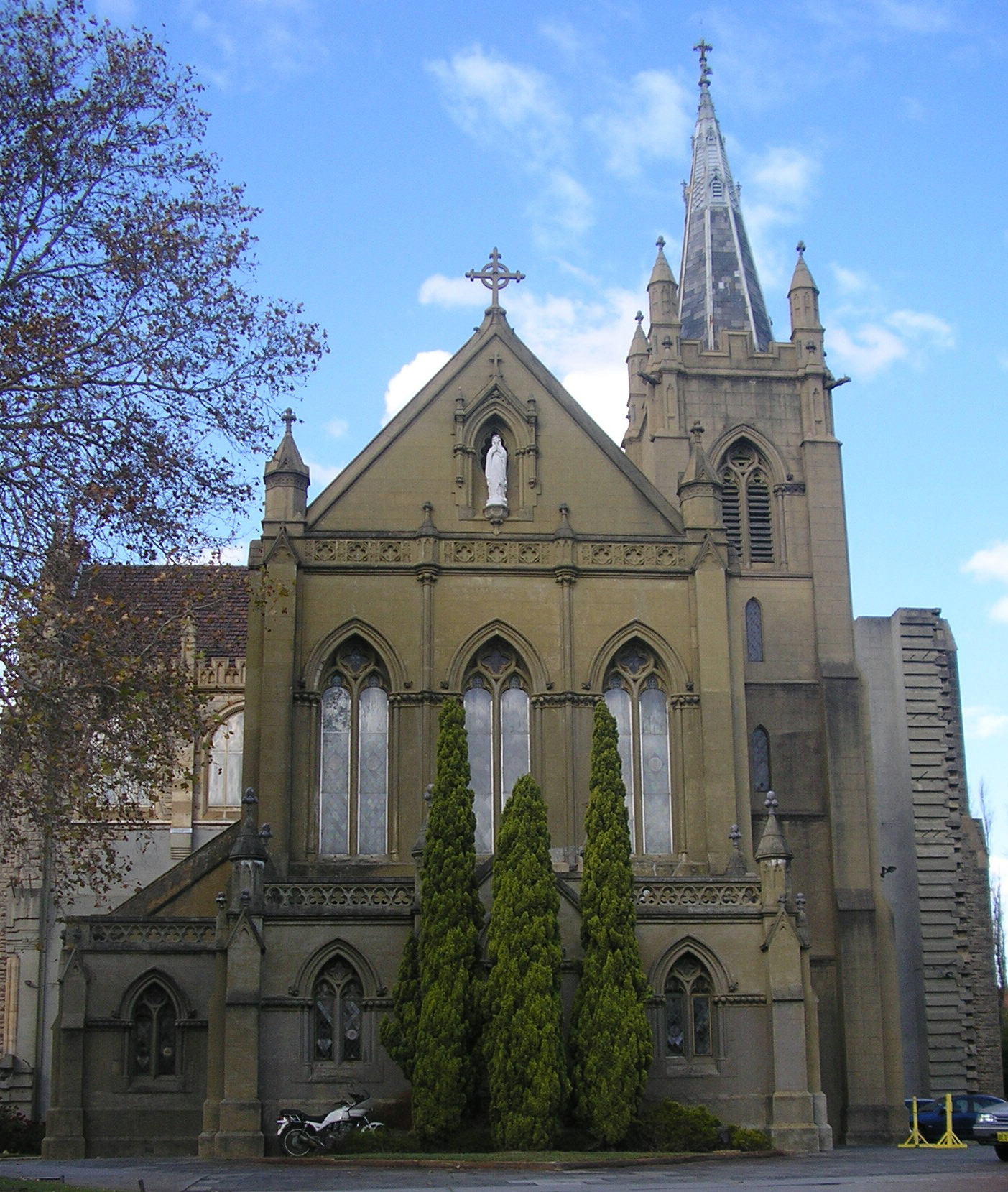
Katedra NMP w Perth

Metropolia Perth – jedna z 5 metropolii Kościoła rzymskokatolickiego w Australii. Jej granice pokrywają się z terytorium stanu Australia Zachodnia. Powstała w 1913, kiedy to dwie diecezje oraz wikariat apostolski działające wówczas w tym stanie zostały wyłączone z metropolii Sydney. Od 1954 liczy trzy, a od 1966 cztery diecezje (w tym jedną archidiecezję). Na jej czele stoi arcybiskup metropolita Perth. Od 2012 godność tę sprawuje abp Timothy Costelloe. Najważniejszą świątynią metropolii jest katedra Najświętszej Maryi Panny w Perth.
W skład metropolii wchodzą:
- archidiecezja Perth
- diecezja Broome
- diecezja Bunbury
- diecezja Geraldton